# Пісочнодубровське сільське поселення
Пісо́чнодубро́вське сільське поселення (рос. Песочнодубровское сельское поселение) — сільське поселення у складі Кожевниковського району Томської області Росії.
Адміністративний центр — село Пісочнодубровка.
Населення сільського поселення становить 1574 особи (2019; 1564 у 2010, 1606 у 2002).

## Склад
До складу сільського поселення входять:
| Населений пункт                  | Населення, осіб (2002) | Населення, осіб (2010) |
| -------------------------------- | ---------------------- | ---------------------- |
| Кожевниково-на-Шегаркі, присілок | 220                    | 215                    |
| Муллова, присілок                | 265                    | 229                    |
| Новодубровка, присілок           | 33                     | 26                     |
| Новоуспенка, присілок            | 230                    | 185                    |
| Пісочнодубровка, село            | 635                    | 716                    |
| Терсалгай, присілок              | 223                    | 193                    |